# PGP-RTB
PGP-RTB（セルビア語:Produkcija Gramofonskih Ploča Radio-Televizije Beograd）は、かつてのユーゴスラビア社会主義連邦共和国のレコードレーベルとレコード・チェーンストアを運営する有力企業であり、1958年に創業された。
PGP-RTBはベオグラード・ラジオ・テレビの音楽部門であり、ザグレブに拠点を置く1947年創業のユーゴトン（Jugoton）のライバルであった。

## 概要
PGP-RTBは、ユーゴスラビアで著名な多くのアーティストと契約していた。
レーベルと契約を結んでいた代表的なアーティスト
- セルビアのカルト・バンド・リブリャ・チョルバ（Riblja Čorba）
- ジョルジェ・バラシェヴィッチ（Đorđe Balašević）
- バヤガ・イ・インストルクトリ（Bajaga i Instruktori）
- ガリヤ（Galija）
- ディスツィプリナ・キチュメ（Disciplina kičme）
- オスミ・プトニク（Osmi Putnik）
- ポモランチャ（Pomoranča）
- ランボー・アマデウス
- マケドニアのレブ・イ・ソル（Leb i Sol）など

ユーゴトン同様に、PGP-RTBもユーゴスラビア国外の作品を国内で販売する権利を持っており、ダイアー・ストレイツ、 ポリス、スティング、ブライアン・フェリー、スタイル・カウンシル、ジェームス・ブラウン、ジミ・ヘンドリックス、ビージーズ、ロッド・スチュワート、ステイタス・クォー、ボン・ジョヴィ、デフ・レパードなどの作品が同レーベルから販売された。
ユーゴスラビア崩壊に伴って、ベオグラード・ラジオ・テレビはセルビア国営放送に、その音楽部門であった同レーベルはPGP-RTS（Produkcija Gramofonskih Ploča Radio-Televizije Srbije）にそれぞれ社名を変更した。